# Callistethus oculicollis
Callistethus oculicollis är en skalbaggsart som beskrevs av Gilbert John Arrow 1911. Callistethus oculicollis ingår i släktet Callistethus och familjen Rutelidae. Inga underarter finns listade.